# Europese kampioenschappen veldrijden 2019 - Vrouwen beloften
Het Europees kampioenschap veldrijden 2019 voor vrouwen beloften werd gehouden op zondag 10 november in het Italiaanse Silvelle di Trebaseleghe. De Nederlandse Ceylin del Carmen Alvarado won haar tweede titel bij de beloften.

## Uitslag
| Pos.          | Renster                    | Land                | Tijd       |
| ------------- | -------------------------- | ------------------- | ---------- |
| Europese trui | Ceylin del Carmen Alvarado | Nederland           | 46'23"     |
| Zilver        | Anna Kay                   | Verenigd Koninkrijk | + 12"      |
| Brons         | Marion Norbert-Riberolle   | Frankrijk           | + 1'02"    |
| 4             | Inge van der Heijden       | Nederland           | + 1'31"    |
| 5             | Manon Bakker               | Nederland           | + 1'35"    |
| 6             | Francesca Baroni           | Italië              | + 3'54"    |
| 7             | Gaia Realini               | Italië              | + 4'02"    |
| 8             | Kata Blanka Vas            | Hongarije           | + 4'23"    |
| 9             | Harriet Harnden            | Verenigd Koninkrijk | + 5'14"    |
| 10            | Noemi Rüegg                | Zwitserland         | + 5'36"    |
| 11            | Aniek van Alphen           | Nederland           | + 5'57"    |
| 12            | Tereza Vanícková           | Tsjechië            | + 6'08"    |
| 13            | Marthe Truyen              | België              | + 6'33"    |
| 14            | Kiona Crabbe               | België              | + 7'07"    |
| 15            | Nicole Fede                | Italië              | + 7'26"    |
| 16            | Lara Krähemann             | Zwitserland         | + 8'09"    |
| 17            | Tereza Svihálková          | Tsjechië            | + 9'57"    |
| 18            | Katie Scott                | Verenigd Koninkrijk | + 10'20"   |
| 19            | Kätlin Kukk                | Estland             | + 10'28"   |
| 20            | Asia Zontone               | Italië              | + 10'50"   |
| 21            | Nina Küderle               | Duitsland           | - 1 ronde  |
| 22            | Matilde Bolzan             | Italië              | - 1 ronde  |
| 23            | Elizabeth Ungermanova      | Tsjechië            | - 1 ronde  |
| 24            | Radka Paulechová           | Slowakije           | - 1 ronde  |
| 25            | Francesca Selva            | Italië              | - 2 rondes |
|               | Sara Casasola              | Italië              | DNF        |
|               | Alessandra Grillo          | Italië              | DNF        |

| Pos. | Punten | Prijzengeld |
| ---- | ------ | ----------- |
| 1    | 60     | € 700       |
| 2    | 40     | € 400       |
| 3    | 30     | € 300       |
| 4    | 25     | -           |
| 5    | 20     | -           |
| 6    | 17     | -           |
| 7    | 15     | -           |
| 8    | 12     | -           |
| 9    | 10     | -           |
| 10   | 8      | -           |
| 11   | 6      | -           |
| 12   | 4      | -           |
| 13   | 2      | -           |
| 14   | 1      | -           |

## Reglementen

### Landenquota
Nationale federaties mochten het volgende aantal deelnemers inschrijven:
- 8 rijdsters + 4 reserve rijdsters

### Startvolgorde
De startvolgorde per categorie was als volgt:
1. Meest recente UCI ranking veldrijden
2. Niet gerangschikte rensters: per land in rotatie (o.b.v. het landenklassement van het laatste WK). De startvolgorde van niet gerangschikte rensters binnen een team werd bepaald door de nationale federatie.

2013 · 
2014 · 
2015 · 
2016 · 
2017 · 
2018 · 
2019 ·
2020 ·
2021 ·
2022